# Blue Tower (Varsovie)
Pour les articles homonymes, voir Blue Tower.
La Blue Tower, en polonais 'Błękitny Wieżowiec', est un gratte-ciel de 100 mètres de haut construit à Varsovie en Pologne, terminé en 1991. Son nom vient de sa couleur bleue.
C'est l'un des gratte-ciel dont la construction a été la plus longue de l'histoire. Le projet initial, avec une hauteur prévue de 80 mètres, a été conçu en 1961  par Jerzy Czyż, Andrzej Skopiński et Jan Furman. La construction, commencée en 1965, a été suspendue 2 ans plus tard à cause d'incertitudes sur les fondations de l'immeuble. La conception de la tour a été révisée en 1971 avec une hauteur portée à 100 mètres. La construction a repris de 1974 à 1980 puis a été de nouveau interrompue jusqu'en 1986 date à laquelle le projet a été repris par 2 architectes ; Lech Robaczyński et Marzena Leszczynska.
L'immeuble a été construit sur l'emplacement d'une grande synagogue détruite par les nazis en 1943. La communauté juive a obtenu en dédommagement la mise à disposition de 3 étages.
L'immeuble a été conçu par les architectes Jerzy Czyż, Andrzej Skopiński, Jan Furman, Lech Robaczyński, Wadeco Sp. z o.o.
L'un des principaux occupants de l'immeuble est la filiale polonaise du groupe automobile français Peugeot.